# Mindesteigenkapitalanforderungen für Kreditrisiken
Die Mindesteigenkapitalanforderungen für Kreditrisiken sind im Bankwesen ein wesentlicher Teil der seit Januar 2014 in allen EU-Mitgliedstaaten geltenden Kapitaladäquanzverordnung (englische Abkürzung CRR) im Rahmen von Basel III.

## Allgemeines
Das Kreditrisiko ist eines der bedeutendsten Risiken in Kreditinstituten. Um es zu begrenzen, hat der Gesetzgeber Vorschriften erlassen, die diese Risiken in ein angemessenes Verhältnis zum Eigenkapital der Kreditinstitute bringen sollen. Als im Januar 1962 in Deutschland das Kreditwesengesetz (KWG) in Kraft trat, enthielt es – auch heute noch – eine allgemein formulierte Generalklausel über das Eigenkapital (§ 10 KWG) der Kreditinstitute. Als operationale Konkretisierung dieser KWG-Vorschrift entstanden im April 1962 die Grundsätze I, II und III und im August 1974 Grundsatz Ia, der im Januar 1980 um Edelmetallpositionen und im Oktober 1990 um Marktrisiken und Zinsänderungsrisiken aus außerbilanziellen Geschäften erweitert wurde. Sie galten bis Januar 2007, als die Solvabilitätsverordnung die Kontingentierung des Kreditrisikos übernahm. Diese wurde im Januar 2014 durch die Kapitaladäquanzverordnung abgelöst, die sich noch ausführlicher mit der Begrenzung riskanter Finanzinstrumente auseinandersetzt.
Der durch Eigenkapital abzudeckende Gesamtforderungsbetrag aller Risikopositionen ist nach Art. 92 Abs. 1 CRR weiterhin auf das 12,5-Fache des Eigenkapitals begrenzt:
{\displaystyle {\text{Eigenmittelunterlegung}}={\text{Risikoposition}}\cdot {\text{Risikogewicht}}\cdot 8\,\%}
Zwar bleibt hierdurch die bisherige Kontingentierung erhalten, doch ist die Kernkapitalquote höher als vorher, weil die Mindesteigenkapitalanforderungen durch die Art. 25 ff. CRR erhöht wurden.

## Ratingverfahren
Die in allen EU-Mitgliedstaaten geltende Kapitaladäquanzverordnung (CRR) sieht zunächst eine Ratingpflicht für alle Risikopositionen vor. Art. 144 Nr. 1a CRR verlangt eine aussagekräftige Beurteilung jedes Schuldners, wobei ein Ratingsystem den Risikomerkmalen von Schuldner und Geschäft Rechnung tragen muss (Art. 170 Nr. 1 CRR) und bei Kreditgenehmigungen jedem Schuldner ein Rating zuzuordnen ist (Art. 172 Nr. 1a CRR). Der sich aus dem Rating ergebende Ratingcode bildet die Grundlage der Risikogewichtung jeder Risikoposition. Je schlechter der Ratingcode (und damit das Kreditrisiko), umso höher ist die Risikogewichtung eines Finanzinstruments und umgekehrt. Eine höhere Risikogewichtung wiederum erfordert eine stärkere Unterlegung des entsprechenden Kreditrisikos mit Eigenkapital. Um das Eigenkapital nicht zu stark zu belasten, werden Kreditinstitute letztlich über die Risikogewichtung gezwungen, keine riskanten und damit schlecht gerateten Bankgeschäfte abzuschließen.

## KSA und IRB – zwei alternative Ansätze zur Ermittlung der Eigenmittelanforderungen für Kreditrisiken
Die CRR kennen zwei Ansätze, und zwar den Kreditrisiko-Standardansatz (KSA, Teil 3 Titel II Kapitel 2 CRR) und den auf internen Ratings basierenden Ansatz (IRBA, Teil 3 Titel II Kapitel 3 CRR). Beide unterscheiden sich insbesondere darin, ob die Institute interne Beurteilungen (z. B. für die Ausfallwahrscheinlichkeit (PD) und die Ausfallverlustquote (LGD)) vornehmen.
Ein überwiegender Teil der deutschen Kreditinstitute verwendet den KSA (insbesondere fast alle Sparkassen und Volks-/Raiffeisenbanken).

### Kreditrisiko-Standardansatz (KSA)
Der Kreditrisiko-Standardansatz (KSA) gilt für alle CRR-Kreditinstitute, die keinen IRB-Ansatz gemäß Art. 143 CRR bei der Bankenaufsicht beantragt haben. Beim KSA werden die Risikoparameter Ausfallwahrscheinlichkeit (PD) und Ausfallverlustquote (LGD) durch die Bankenaufsicht vorgegeben. Das Rating ist nach Art. 113 Abs. 1 CRR von anerkannten externen Ratingagenturen zu übernehmen und bestimmt den dritten Risikoparameter, die Ausfallkredithöhe (EaD). Die Zuordnung der Ratingcodes der Ratingagenturen zu den KSA-Bonitätsstufen erfolgt gemäß Art. 122 Abs. 1 CRR (für Unternehmen).
| Risikogewicht                | 0 %         | 20 %      | 50 %          | 100 %       | 100 %     | 150 %             | 100 % (unbeurteilt) |
| ---------------------------- | ----------- | --------- | ------------- | ----------- | --------- | ----------------- | ------------------- |
| Bonitätsstufe nach CRR       | 1           | 2         | 3             | 4           | 5         | 6                 | 7                   |
| Ratingcode Standard & Poor’s | AAA bis AA- | A+ bis A- | BBB+ bis BBB- | BB+ bis BB- | B+ bis B- | CCC+ und darunter | unbeurteilt         |
| Ratingcode Moody’s           | Aaa bis Aa3 | A1 bis A3 | Baa1 bis Baa3 | Ba1 bis Ba3 | B1 bis B3 | Caa1 und darunter | unbeurteilt         |

Somit stammen beim KSA alle drei Risikoparameter von externen Stellen und sind deshalb aus Sicht der KSA-Institute als Datenparameter nicht beeinflussbar.

#### Forderungsklassen
In Art. 112 CRR werden folgende Forderungsklassen aufgezählt:
| Forderungsklasse/Risikoposition                                 | Risikogewicht (-e) in Prozent | CRR Artikel        | Ggf. kurze Erläuterung |
| --------------------------------------------------------------- | ----------------------------- | ------------------ | --- |
| Zentralstaaten oder Zentralbanken                               | 0, 20, 50, 100, 150           | Art. 114           | Risikopositionen gegenüber der EZB sowie Zentralstaaten und Zentralbanken der Mitgliedsstaaten, die auf die Landeswährung des Zentralstaats und der Zentralbank lauten und in dieser Währung refinanziert sind, wird ein Risikogewicht von 0 % zugewiesen. |
| Regionale oder lokale Gebietskörperschaften                     | 0, 20, 50, 100, 150           | Art. 115           | Das Risikogewicht richtet sich nach dem Rating des Schuldners. |
| Öffentliche Stellen                                             | 20, 50, 100, 150              | Art. 116           | Das Risikogewicht richtet sich nach dem Rating des Schuldners. |
| Multilaterale Entwicklungsbanken                                |                               | Art. 117           | |
| Internationale Organisationen                                   |                               | Art. 118           | |
| Institute                                                       | 20, 50, 100, 150              | Art. 119, 120, 121 | Das Risikogewicht für Kreditinstitute richtet sich nach dem Rating des Schuldners. |
| Unternehmen                                                     | 20, 50, 100, 150              | Art. 122           | Das Risikogewicht richtet sich nach dem Rating des Schuldners. |
| Mengengeschäft                                                  | 75                            | Art. 123           | Regulatorisches Retail-Portfolio des standardisierten Privatkundengeschäfts (z. B. Konsumentenkredite, sonstige Forderungen gegenüber einer natürlichen Person oder einem kleinen oder mittleren Unternehmen etc.) |
| Durch Immobilien besicherte Risikopositionen                    | 35, 50, 100                   | Art. 124, 125, 126 | Bei Privilegierung durch Wohn- bzw. Gewerbeimmobilien 35 % bzw. 65 %, ansonsten 100 %. Grundsätzlich können durch Immobilien besicherte Forderungen auch bei einer Nichtprivilegierung der Forderungsklasse Mengengeschäft zugeordnet werden (soweit die Anforderungen erfüllt sind). Die zuständigen Behörden in den einzelnen Staaten können das Risikogewicht zwischen 35 % und 150 % (wohnwirtschaftliche Privilegierung) bzw. 50 und 150 % (gewerbliche Privilegierung) gem. Art. 114 Abs. 2 setzen. |
| Ausgefallene Risikopositionen                                   | 100, 150                      | Art. 127           | Hier werden Non-performing loans mit Zahlungsausfall (englisch default) erfasst. |
| Mit besonders hohen Risiken verbundene Risikopositionen         | 150                           | Art. 128           | |
| Gedeckte Schuldverschreibungen                                  | 10, 20, 50, 100               | Art. 129           | Hier werden Pfandbriefe und andere gedeckte Anleihen (englisch covered bonds) erfasst. |
| Verbriefungspositionen                                          | 1.250                         | Art. 130           | Hier werden Verbriefungen wie forderungsbesicherte Wertpapiere oder Collateralized Debt Obligations erfasst. |
| Institute und Unternehmen mit kurzfristiger Bonitätsbeurteilung | 20, 50, 100, 150              | Art. 131           | |
| Anteile an Organisationen für Gemeinsame Anlagen (OGA)          | 20, 50, 100, 150              | Art. 132           | |
| Beteiligungspositionen                                          | 100, 250, 1250                | Art. 133           | |
| Sonstige Posten                                                 | 0, 20, 100                    | Art. 134           | |

#### Risikoposition
Die Risikoposition jeder einzelnen Forderungsklasse ergibt sich für Bilanzpositionen aus dem Buchwert abzüglich Kreditsicherheiten und Wertberichtigungen:
```
Buchwert
 einer Risikoposition
− anrechenbare 
Kreditsicherheiten

− 
Wertberichtigungen

= 
Risikoposition
```

Diese Risikoposition wird mit dem sich aus dem Rating ergebenden Risikogewicht multipliziert:
{\displaystyle Gesamtforderungsbetrag=Risikoposition\cdot Risikogewicht}
Deren Produkt stellt in der Summe aller Forderungsklassen den Gesamtforderungsbetrag dar, der 8 % der Gesamtkapitalquote nicht überschreiten darf.
Für außerbilanzielle Geschäfte wie z. B. Kreditzusagen gelten besondere Regeln für die Bestimmung des Risikopositionswerts. Die weiteren Schritte zur Ermittlung der Mindestkapitalanforderungen sind gleich.

#### Sonstiges
Die Laufzeit wird bei der Eigenmittelunterlegung im KSA nicht berücksichtigt. Die Kreditsicherheiten sind im KSA auf Finanzsicherheiten begrenzt (Art. 207 CRR). Um das Kreditrisiko zusätzlich zu vermindern, können Kreditinstitute auch Nettingvereinbarungen abschließen.

### Auf internen Beurteilungen basierender Ansatz (IRBA)
Für die beiden auf bankinternen Beurteilungen beruhenden Verfahren (englisch Internal Rating Based Approach; IRBA) entfallen stufenweise die aufsichtsrechtlichen Vorgaben für die Risikoparameter. Beide Verfahren haben gemeinsam, dass keine Ratings von Ratingagenturen übernommen werden müssen, sondern die Kreditinstitute aufgrund eigener, aufsichtsrechtlich genehmigter Ratingverfahren und -methoden Ratings erstellen und anwenden dürfen. Das Ausfallvolumen (EaD) ergibt sich daher aus den selbst erstellten Ratings. Voraussetzung ist eine Genehmigung nach Art. 143 ff. CRR durch die Bankenaufsicht. Im IRBA werden weitere, über die Finanzsicherheiten hinausgehende Kreditsicherheiten eigenkapitalentlastend anerkannt. Auch beim IRBA mindern Nettingvereinbarungen die Risikoposition und Kreditderivate (als Sicherungsnehmer) bzw. Garantien den Value at Risk (Ausfallrisiko) und können im fortgeschrittenen Ansatz die Ausfallverlustquote (LGD) mindern. Zudem sind weitere Finanzinstrumente wie Verbriefungspositionen und sonstige Aktiva als Forderungsklasse zulässig.

#### Basis-IRBA
Im Basis-IRBA (englisch Foundation Approach) entfällt nur die Übernahme von Ratings der Ratingagenturen, so dass bankinterne Ratings zu erstellen sind und zur bankeigenen Schätzung der Ausfallwahrscheinlichkeit führen. Die übrigen Risikoparameter – insbesondere die Ausfallverlustquote (LGD) – werden von der Bankenaufsicht weiterhin vorgegeben. Neben dem einheitlichen Umrechnungsfaktor von 45 % für vorrangige Forderungen und 75 % für nachrangige Forderungen beim LGD wird die Restlaufzeit im IRB-Basisansatz einheitlich auf 2,5 Jahre festgelegt (Art. 162 Abs. 1 CRR). Neben Finanzsicherheiten können auch marktgängige physische Sicherheiten anerkannt werden. Im Mengengeschäft können alle Sicherheiten in die interne Schätzung der Ausfallverlustquote einbezogen werden.

#### Fortgeschrittener IRBA
Beim fortgeschrittenen IRBA (englisch Advanced Approach) entfallen auch diese Vorgaben, so dass die Kreditinstitute zusätzlich auch noch Ausfallverlustquote, Ausfallvolumen und Restlaufzeit aufgrund eigener Datenhistorie und/oder externer Datenquellen selbst errechnen und schätzen müssen. Diese Ermittlung erfolgt anhand der IRB-Formeln. Diesen liegt ein Modell zugrunde, das die standardisierte Rendite der Aktiva eines Kreditinstituts einer Ausfallschwelle gegenüberstellt. Liegt die standardnormalverteilte Rendite {\displaystyle Y} unter dem kritischen Wert {\displaystyle D}, so gibt es einen Forderungsausfall. Die Ausfallwahrscheinlichkeit {\displaystyle P} für eine Bank beträgt also
{\displaystyle P=P(Y<D)}
Liegt die Rendite einer Bank mindestens auf dem kritischen Wert oder sogar darüber, verringert sich ihre Ausfallwahrscheinlichkeit. Ist {\displaystyle w_{1}} das Gewicht des systematischen Risikofaktors (Marktrisiko) {\displaystyle M} und {\displaystyle w_{2}} das Gewicht des unternehmens-spezifischen Risikofaktors {\displaystyle e_{i}} – und sind diese Gewichte für alle Unternehmen gleich – dann lässt sich die standardisierte Rendite {\displaystyle Y_{i}} wie folgt darstellen:
{\displaystyle Y_{i}=w_{1}\cdot M+w_{2}\cdot e_{i}}
Damit ist die standardisierte Rendite die Summe aus dem gewichteten Marktrisiko und dem gewichteten Kreditrisiko einer Bank.

## Auswirkungen und Relevanz
Die Mindesteigenkapitalanforderungen sollen das Kreditrisiko bei Banken durch quantitative und qualitative Vorgaben einschränken. Damit nehmen sie erheblichen Einfluss auf die Kreditpolitik der Banken, die insgesamt restriktiver wird und weniger Spielraum für Blankokredite zulässt, höhere Anforderungen an Kreditsicherheiten stellt und eine Verschlechterung der Kreditkonditionen, insbesondere bei großvolumigen und langfristigen Krediten, zur Folge haben kann. Die CRR-Kontingentierungen führen tendenziell zu einer höheren Eigenmittelbelastung, so dass die Cost-Income-Ratio sinkt und für eine konstante Rentabilität eine höhere Kreditmarge notwendig ist. Dies dürfte insbesondere mittlere und kleine Kreditinstitute (Sparkassen, Genossenschaftsbanken und Privatbanken) treffen, die wegen ihrer Betriebsgröße lediglich den KSA-Standardansatz anwenden.
Würden die erhöhten Eigenkapitalanforderungen vollständig auf das Kreditgeschäft mit mittelständischen Firmenkunden übertragen, so hätte dies bei Banken eine Einstufung als sehr riskantes Kreditgeschäft zur Folge. Um dies zu vermeiden, führte die CRR einen Korrekturfaktor ein, so dass diese Kredite lediglich mit einem Risikogewicht von 0,7619 % berücksichtigt werden. Damit wird die Eigenmittelunterlegung von 8 % wie bei Basel II wieder erreicht und bei Mittelstandskrediten eine aufsichtsrechtlich bedingte Kreditklemme vermieden.

## Aktuelle Entwicklung
Am 22. Dezember 2014 veröffentlichte der Baseler Ausschuss für Bankenaufsicht (BCBS) das erste Konsultationspapier zur Überarbeitung des Kreditrisikostandardansatzes (englisch Revisions to the standardised approach for credit risk). Am 10. Dezember 2015 folgte das zweite Konsultationspapier, das bis 11. März 2016 zur Konsultation stand. Mit der Überarbeitung des KSA verfolgt der Ausschuss das Ziel, eine Reihe von Schwachstellen im aktuellen Ansatz zu beseitigen. Als wesentliche Schwachstellen der bisherigen KSA-Regelungen hat der BCBS die einseitige Abhängigkeit von externen Ratings durch Ratingagenturen identifiziert. Insbesondere die im Zusammenhang mit externen Ratings verbundenen negativen Auswirkungen auf die Stabilität des Finanzsektors, die sich beispielsweise aus einem sprunghaften Anstieg der Risikogewichte (englisch cliff effects) oder dem Herdenverhalten (englisch herd behavior) der Finanzinstitute ergeben, sollen künftig vermieden werden. Dabei ist zu berücksichtigen, dass für einen großen Teil der Forderungen an Nichtbanken (insbesondere bei kleinen und mittleren Unternehmen) kein externes Rating besteht. Dieser Problematik will der BCBS dadurch begegnen, dass die Risikogewichte für Bankforderungen und Unternehmensforderungen an bestimmte Risikotreiber geknüpft werden. Hierzu gehören bei Bankforderungen die harte Kernkapitalquote (englisch capital adequacy ratio, CET1) und die Kennzahl notleidender Kredite (englisch net non-performing assets ratio, net NPA ratio), bei Unternehmensforderungen die Umsatzerlöse und der Verschuldungsgrad. Zudem sollen die Risikogewichte deutlich auf 300 % erhöht werden.